# Buzz Fuzz
Buzz Fuzz, pseudoniem van Mark Vos (Amsterdam, 12 maart 1969), is een Nederlandse live-dj, die onder meer hardcore house maakt.

## Biografie
Vos begon zijn dj-carrière in 1987 met het draaien van onder meer hiphop en swingbeat in discotheek Zorba te Amsterdam, samen met een oude schoolvriend, Champ-E-On. In 1991 bezocht hij in de Jan van Galenhal in Amsterdam voor het eerst een housefeest, waar hij The Prophet hoorde draaien. Hierna schakelde Vos over op house en draaide hij al snel gabber op grote feesten en festivals als Hellraiser, Thunderdome, Dance Valley en Multigroove. In de hoogtijdagen van de hardcore house reisde hij naar vele landen voor optredens. Samen met DJ Dano, The Prophet en DJ Gizmo vormde hij het collectief The Dreamteam. Zowel in 1997 als het jaar daarop werd Vos uitgeroepen tot beste hardcorehouseproducer. Hij maakte remixen voor platen van onder meer 3 Steps Ahead, The Prophet, The Masochist, Public Domain, Jeremy, Daydream & Maddy, Da Beatblower, Critical Mass, Masoko Solo, The Lawyer, Chosen Few, DJ Promo, Placid K, Rotterdam Terror Corps, The Alternative Creators, DJ Gizmo, The Darkraver, T-Wisted en Rob Gee. Daarbij maakte hij naast de naam Buzz Fuzz ook gebruik van de pseudoniemen Pino D'Ambini, Stuka DJ, Bertocucci Feranzano, Vox en Bumble Bee.
In 2004 richtte hij zijn eigen hardhouselabel Stuka Recordings op.

## Discografie
| Single                                | Jaar  | Bijzonderheden            |
| ------------------------------------- | ----- | ------------------------- |
| Thunderdome 4 EP                      | 1993  |                           |
| Drop the pressure                     | 1994  |                           |
| XTC Love                              | 1994  | Als Bertocucci Feranzano  |
| Toni Salmonelli - Hey!                | 1994  |                           |
| Square Dimensione - Brand New Dance   | 1994  |                           |
| Baba Nation - My hombra               | 1995  | Buzz Fuzz-remix           |
| The Lawyer - Yo DJ                    | 1995  | Buzz Fuzz-remix           |
| XTC Love (remix)                      | 1995  | Als Bertocucci Feranzano  |
| RTC - The Horror                      | 1996  | Buzz Fuzz-remix           |
| Summertime                            | 1995  |                           |
| Chosen Few - Name of the DJ           | 1996  | Buzz Fuzz-remix           |
| Dreamgirl                             | 1996  |                           |
| Frequencies                           | 1996  |                           |
| Pino D'Ambini - Balzz                 | 1997  | Up & Down                 |
| Jealousy is a mf                      | 1997  |                           |
| Cocaine (Colombian Dancing Dust)      | 1997  |                           |
| Square Dimensione - The House of Pain | 1997  |                           |
| King of the beatz                     | 1998  |                           |
| The Masochist - No Newstyle           | 1998  | Buzz Fuzz-remix           |
| Sex met mongolen                      | 1998  | Met Neophyte              |
| Fuck happy                            | 1998? |                           |
| It's allright                         | 2000  | Met Bass-D & King Matthew |
| Murphy's law                          | 2001  |                           |
| Stuke DJ - People I know              | 2004  |                           |